# Wu Chih-chi
Wu Chih-chi (Penghu, 4 november 1986) is een Taiwanees tafeltennisser. Hij was verliezend finalist op het dubbelspeltoernooi van de ITTF Pro Tour Grand Finals 2008, samen met zijn landgenoot Chuang Chih-yuan.
Wu Chih-chi bereikte in juli 2007 zijn hoogste positie op de ITTF-wereldranglijst, toen hij 70e stond.

## Sportieve loopbaan
Chih-chi maakte zijn debuut in het internationale (senioren)circuit in 2002, toen hij op het Amerika Open en Japan Open zijn eerste toernooien op de ITTF Pro Tour speelde. Een jaar later kwam de Taiwanees voor het eerst in actie op een wereldkampioenschap.
Hoewel Chih-chi nog nooit een senioren-evenement won, waren de resultaten die hij in 2008 samen met Chuang Chih-yuan op de Pro Tour boekte, goed voor zijn eerste kwalificatie voor de ITTF Pro Tour Grand Finals, in het dubbelspel. Daarop bereikten ze samen meteen de eindstrijd. Toch bleef ook hierin Chih-chi's eerste volwassen toernooizege uit, omdat de Singaporezen Gao Ning en Yang Zi het goud opeisten.
Chih-chi speelde in clubverband onder meer voor TTV Gönnern in de Duitse Bundesliga.